# Râul Mălinu
Râul Mălinu este un curs de apă, afluent al Meleșului. 